# Bryan Houghton
Bryan Houghton, Bryan Richard Staples Houghton, (1911, Dublín, Irlanda-1992, Montélimar, Francia) fue un sacerdote y escritor católico británico.
Hijo de militar, pasó su infancia con us madre en París, Berlín y Costa Azul. Obtuvo una beca para Christ Church, en Oxford, y cursó Historia Moderna. Ahí se manutvo bajo la influencia de Fr Martin D'Arcy SJ. Houghton regresó a París, donde trabajó en la banca hasta la muerte de su madre en 1936. Ingresó a Colegio Inglés en Roma, para ser finalmente ordenado sacerdote en Inglaterra en 1941. Ganó reputación en Francia como escritor, y contribuyó regularmente a revisiones de teología francesa. El padre Bryan realizó misa diariamente hasta una semana antes de su muerte en el altar de la catedral de St Vincent en Viviers. Escribió una serie de libros en que el primero fue un monólogo, San Edmundo, rey y mártir. Uno de sus mejores libros fue Mitre y Crook, publicado finalmente en Estados Unidos en 1979 y subsecuentemente traducido y republicado con otras obras en Francia. 
Su prosa es elegante, clara, concisa, severa, con sentido de humor y ligera, quisquillosa y humana. Sus escritores admirados eran Dr. Johnson y P. G. Wodehouse.

## Obras
Novela
- 1979 Mitre & Crook
- 1982 La Paix de Mgr Forester
- 1984 Le Mariage de Judith
- 1990 Prêtre rejeté
- 1994 Le Mariage de Judith
- 2005 Prêtre rejeté

Ensayo
- 1987 Irréligion